# 皇子塚古墳 (藤岡市)
皇子塚古墳（おうじづかこふん）は、群馬県藤岡市三ツ木にある古墳。形状は円墳。白石古墳群を構成する古墳の1つ。群馬県指定史跡に指定されている。

## 概要

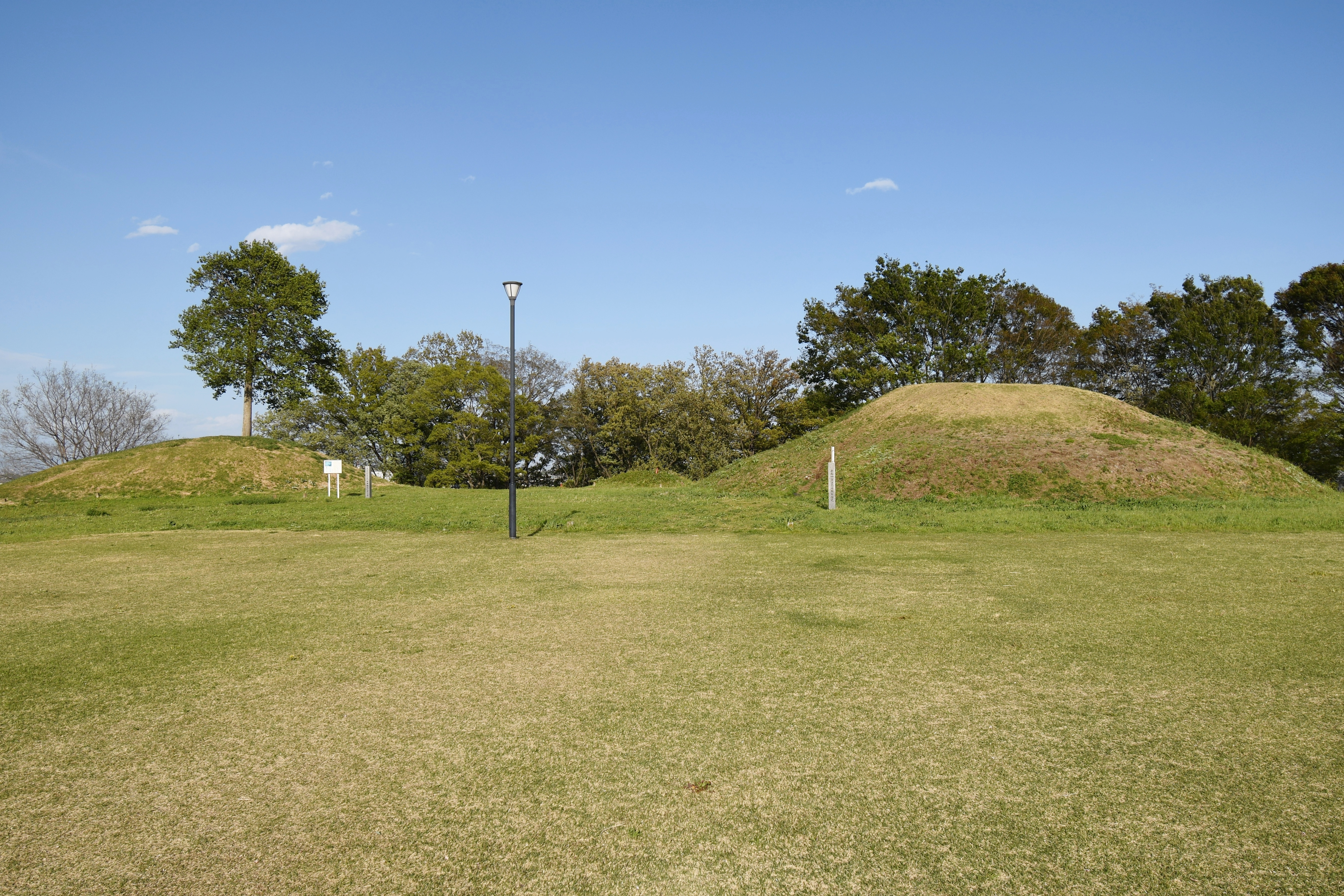
左に平井地区1号墳、右に皇子塚古墳

群馬県南部、鮎川左岸において舌状に張り出した河岸段丘東端に築造された古墳である。北には平井地区1号墳が隣接する。1988年（昭和63年）・2013-2014年度（平成25-26年度）に範囲確認調査が実施されている。
墳形は円形で、直径31メートル（または30メートル）・高さ6メートルを測る。墳丘は4段築成。墳丘表面では葺石のほか円筒埴輪・形象埴輪（人物形・馬形・盾形・靫形・大刀形・翳形・鞆形埴輪など）が検出されている。埋葬施設は両袖式の横穴式石室で、南東方向に開口する。玄室・前室からなる複室構造の石室であり、石室内部からは装飾大刀の金銅装単龍環頭大刀柄頭のほか弓金具2・鉄鏃・耳環・小玉3・馬具が検出されている。築造時期は古墳時代後期の6世紀後半頃と推定され（平井地区1号墳とほぼ同時期）、7世紀前半までの追葬が認められる。
古墳域は1992年（平成4年）に群馬県指定史跡に指定された。現在では史跡整備のうえで毛野国白石丘陵公園内で公開されている。

## 遺跡歴
- 1938年（昭和13年）の『上毛古墳綜覧』に「平井村第580号墳」として登載。
- 1988年（昭和63年）、史跡整備に伴う範囲確認調査（藤岡市教育委員会、1989年に報告書刊行）[1]。
- 1992年（平成4年）5月15日、群馬県指定史跡に指定[3]。
- 2013-2014年度（平成25-26年度）、範囲確認調査（藤岡市教育委員会、2015年に報告書刊行）。

## 埋葬施設
埋葬施設としては両袖式横穴式石室が構築されており、南東方向に開口する。玄室・前室からなる複室構造の石室である。石室の規模は次の通り。
- 石室全長：8.33メートル
- 玄室：長さ3.52メートル、奥幅2.1メートル、高さ1.6メートル
- 前室：長さ1.89メートル
- 羨道：長さ2.64メートル

玄室は凝灰岩の切石の切組手法により、前室・羨道は川原石の乱石積みによって構築される。玄室の中央には凝灰岩の間仕切り石3石が据えられて玄室の奥・手前を区画するほか、玄門の間には凝灰岩の梱石が据えられる。
石室の前庭部では須恵器（提瓶・平瓶）・盾形埴輪が検出されている。

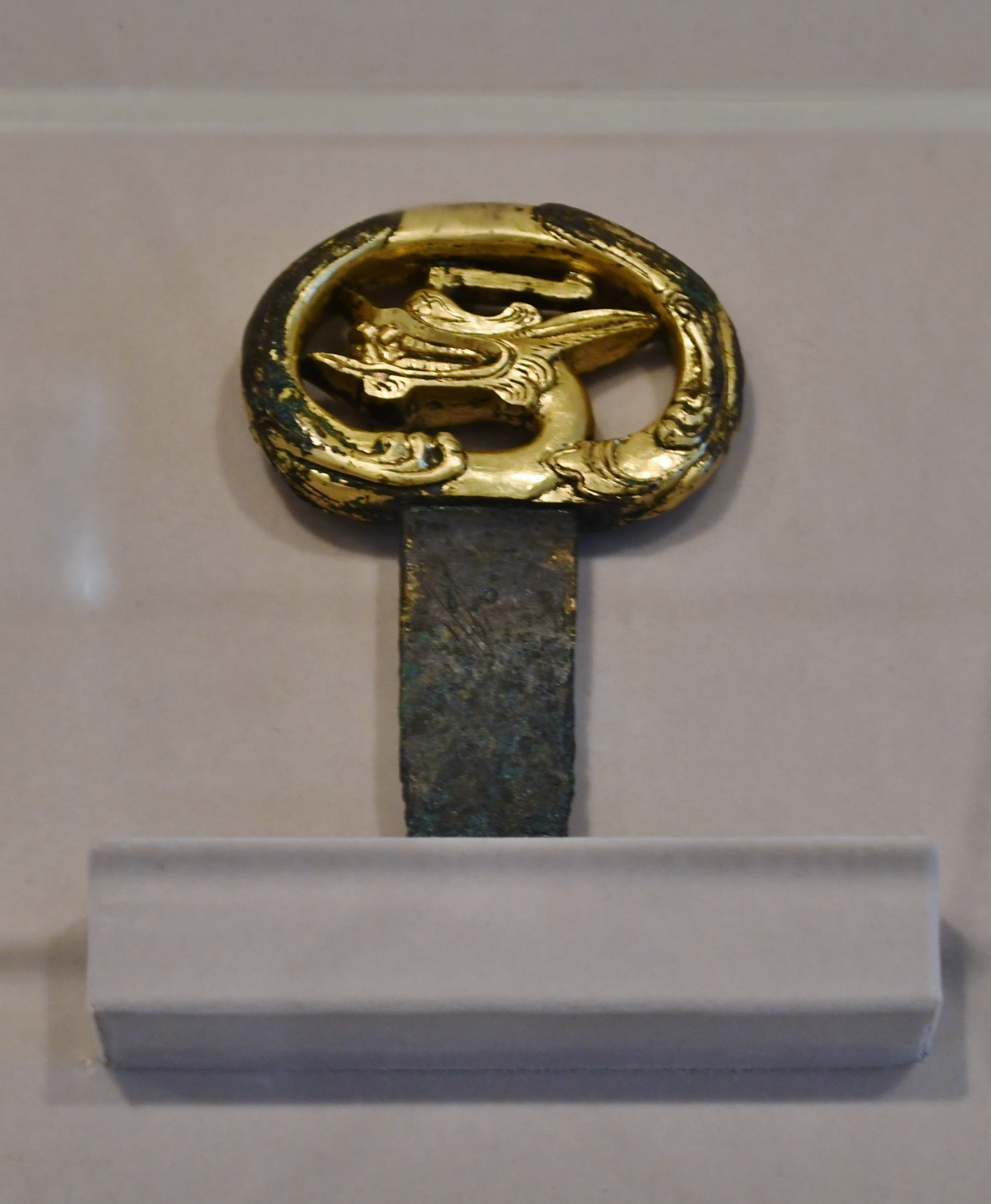
単龍環頭大刀柄頭 藤岡歴史館展示。
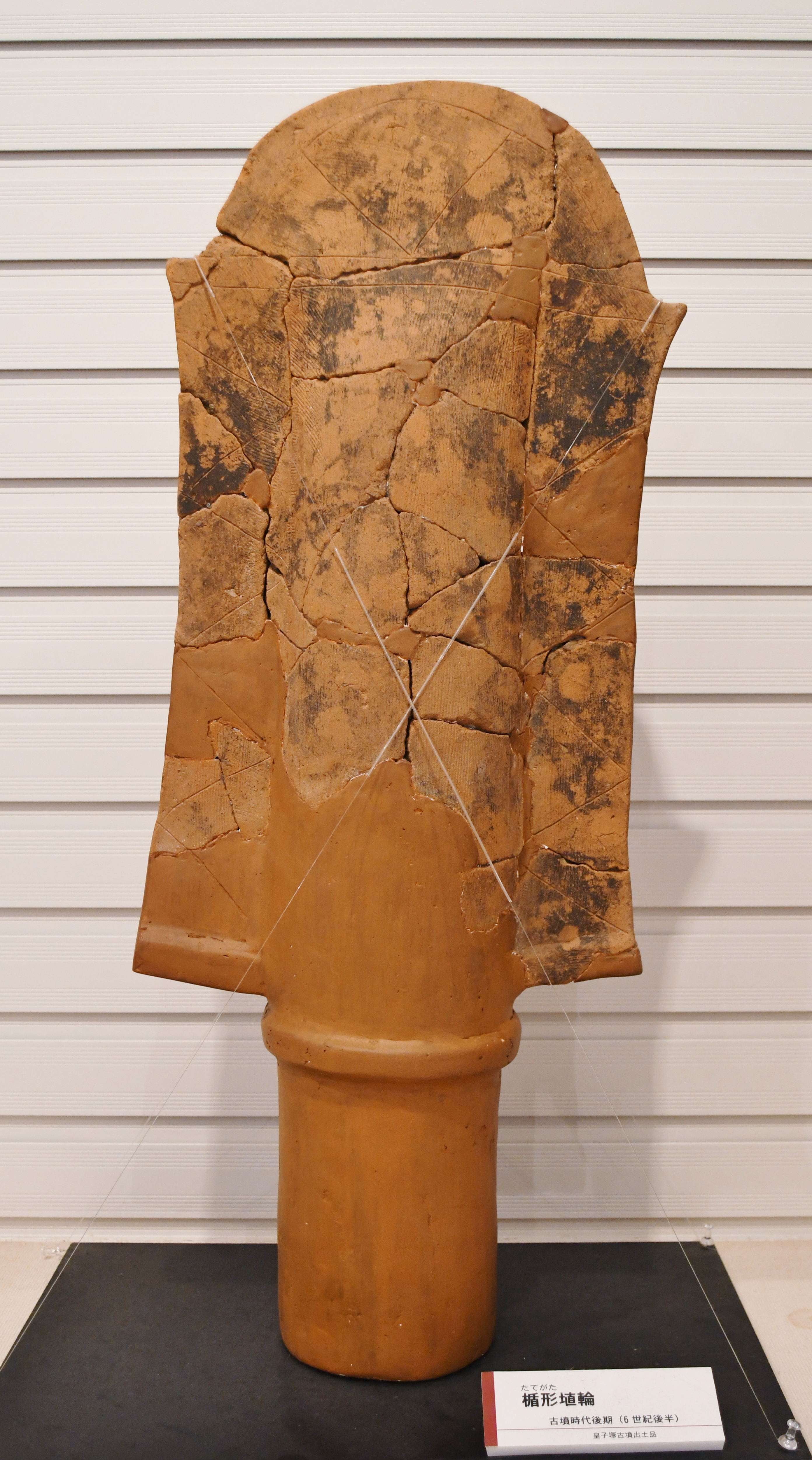
盾形埴輪 藤岡歴史館展示。

## 文化財

### 群馬県指定文化財
- 史跡
  - 皇子塚古墳 - 1992年（平成4年）5月15日指定[3][4]。

## 関連施設
- 藤岡歴史館（藤岡市白石） - 皇子塚古墳の出土品等を保管・展示。

## 関連文献
（記事執筆に使用していない関連文献）
- 『皇子塚古墳（範囲確認調査報告書IV）』藤岡市教育委員会、1989年。
- 『皇子塚古墳 -平成25・26年度範囲確認調査報告書-』藤岡市教育委員会、2015年。